# Ennis Whatley
Ennis Whatley (Birmingham, Alabama, 11 de agosto de 1962) es un exjugador de baloncesto estadounidense que disputó 10 temporadas de la NBA, además de hacerlo en la CBA y en la Liga de Lituania. Con 1,90 metros de estatura, jugaba en la posición de escolta.

## Trayectoria deportiva

### Universidad
Tras coincidir con grandes figuras del baloncesto como Michael Jordan, Pat Ewing o Chris Mullin en el McDonald's All-American Team de 1981, jugó durante dos temporadas con los Crimson Tide de la Universidad de Alabama, en las que promedió 13,7 puntos y 6,3 asistencias por partido. En su primer año lideró a su equipo consiguiendo el título de la Southeastern Conference, y clasificándose para la Fase Final de la NCAA, en la que perdieron en octavos de final con los finalmente campeones, los North Carolina Tar Heels. Esa temporada fue incluido en el tercer equipo All-American.

### Profesional
Fue elegido en la decimotercera posición del 1983 por Kansas City Kings, equipo que traspasó sus derechos junto con los de Chris McNealy y una segunda ronda del draft de 1984 a Chicago Bulls, a cambio de Mark Olberding y los derechos sobre Larry Micheaux. En la ciudad del viento jugó una buena temporada como novato, consiguiendo ser el base titular del equipo, y promediando 8,4 puntos y 8,3 asistencias, el octavo mejor pasador de toda la liga. Su segunda temporada no fue tan buena, a pesar de salir en el quinteto inicial más de la mitad de los partidos. Antes del comienzo de la temporada 1985-86, coincidiendo con la llegada de una estrella como Michael Jordan en su puesto, fue traspasado a Cleveland Cavaliers junto con los derechos sobre Keith Lee a cambio de los derechos sobre Charles Oakley y Calvin Duncan.
Ese año iniciaría un carrusel de cambios de equipo, con contratos de diez días en la mayoría de los casos, que le llevarían a jugar en el mismo año en tres equipos diferentes, los propios Cavs, Washington Bullets y San Antonio Spurs. En 1986 firma como agente libre de nuevo por los Bullets, donde juega la temporada entera como titular, promediando 8,5 puntos y 5,4 asistencias. A pesar de ello no es renovado, firmando al año siguiente otro par de breves contratos con Atlanta Hawks y Los Angeles Clippers, llegando a jugar también en la CBA con los Mississippi Jets y los Wichita Falls Texans, equipo con el que ganaría el campeonato.
Tras un breve paso por Portland Trail Blazers, con los que conseguía jugar las Finales de la NBA ante los Bulls, firma con Atlanta Hawks como agente libre, jugando temporada y media pero siempre saliendo desde el banquillo. Regresó brevemente a Portland en 1997, para continuar su carrera con los Connecticut Pride de la CBA. En 1998, ya con 35 años, acepta la oferta del Zalgiris Kaunas de la Liga Lituana, equipo en el que conseguiría en su último año como profesional ganar la liga y la Saporta Cup, entonces denominada Eurocopa.
En sus 10 temporadas en la NBA promedió 5,6 puntos y 4,6 asistencias.

## Estadísticas de su carrera en la NBA

### Temporada regular
| Temporada | Edad | Equipo                 | Liga | P   | TIT | MIN  | TC  | TCA | %TC  | 3P  | 3PA | %3P  | TL  | TLA | %TL  | R.OF. | R.DEF. | REB | ASIS | ROB | TAP | PER | FP  | PTS |
| 1983-84   | 21   | Chicago Bulls          | NBA  | 80  | 73  | 27.0 | 3.3 | 7.0 | .469 | 0.0 | 0.0 | .000 | 1.8 | 2.5 | .730 | 0.8   | 1.7    | 2.5 | 8.3  | 1.5 | 0.2 | 3.4 | 2.8 | 8.4 |
| 1984-85   | 22   | Chicago Bulls          | NBA  | 70  | 44  | 19.8 | 2.0 | 4.5 | .447 | 0.0 | 0.1 | .111 | 1.0 | 1.2 | .791 | 0.5   | 1.0    | 1.4 | 5.4  | 0.9 | 0.1 | 2.1 | 2.0 | 5.0 |
| 1985-86   | 23   | TOTAL                  | NBA  | 14  | 1   | 7.6  | 1.1 | 2.5 | .429 | 0.0 | 0.0 |      | 0.4 | 0.7 | .500 | 0.3   | 0.7    | 1.0 | 1.6  | 0.4 | 0.1 | 0.7 | 0.7 | 2.5 |
| 1985-86   | 23   | Cleveland Cavaliers    | NBA  | 8   | 1   | 8.3  | 1.1 | 2.4 | .474 | 0.0 | 0.0 |      | 0.5 | 0.9 | .571 | 0.3   | 0.6    | 0.9 | 1.6  | 0.6 | 0.0 | 0.8 | 1.0 | 2.8 |
| 1985-86   | 23   | Washington Bullets     | NBA  | 4   | 0   | 6.8  | 1.3 | 3.5 | .357 | 0.0 | 0.0 |      | 0.3 | 0.8 | .333 | 0.5   | 1.3    | 1.8 | 1.8  | 0.0 | 0.3 | 0.0 | 0.3 | 2.8 |
| 1985-86   | 23   | San Antonio Spurs      | NBA  | 2   | 0   | 7.0  | 0.5 | 1.0 | .500 | 0.0 | 0.0 |      | 0.0 | 0.0 |      | 0.0   | 0.0    | 0.0 | 1.5  | 0.0 | 0.0 | 2.0 | 0.5 | 1.0 |
| 1986-87   | 24   | Washington Bullets     | NBA  | 73  | 72  | 24.9 | 3.4 | 7.1 | .478 | 0.0 | 0.0 | .000 | 1.7 | 2.3 | .764 | 0.8   | 1.9    | 2.7 | 5.4  | 1.3 | 0.1 | 1.9 | 2.4 | 8.5 |
| 1987-88   | 25   | Atlanta Hawks          | NBA  | 5   | 0   | 4.8  | 0.8 | 1.8 | .444 | 0.0 | 0.0 |      | 0.6 | 0.8 | .750 | 0.0   | 0.8    | 0.8 | 0.4  | 0.4 | 0.0 | 0.8 | 0.6 | 2.2 |
| 1988-89   | 26   | Los Angeles Clippers   | NBA  | 8   | 0   | 11.3 | 1.5 | 4.1 | .364 | 0.0 | 0.0 |      | 1.3 | 1.4 | .909 | 0.3   | 1.8    | 2.0 | 2.8  | 0.9 | 0.1 | 1.4 | 1.9 | 4.3 |
| 1991-92   | 29   | Portland Trail Blazers | NBA  | 23  | 0   | 9.1  | 0.9 | 2.2 | .412 | 0.0 | 0.2 | .000 | 1.2 | 1.3 | .871 | 0.3   | 0.7    | 0.9 | 1.5  | 0.6 | 0.1 | 0.6 | 0.5 | 3.0 |
| 1993-94   | 31   | Atlanta Hawks          | NBA  | 82  | 1   | 12.2 | 1.5 | 2.9 | .508 | 0.0 | 0.1 | .000 | 0.6 | 0.8 | .788 | 0.3   | 0.9    | 1.2 | 2.2  | 0.7 | 0.0 | 1.0 | 1.1 | 3.6 |
| 1994-95   | 32   | Atlanta Hawks          | NBA  | 27  | 2   | 10.8 | 0.9 | 2.0 | .453 | 0.1 | 0.3 | .250 | 0.7 | 1.2 | .625 | 0.3   | 0.8    | 1.1 | 2.0  | 0.7 | 0.0 | 0.7 | 1.4 | 2.6 |
| 1996-97   | 34   | Portland Trail Blazers | NBA  | 3   | 0   | 7.3  | 0.7 | 1.3 | .500 | 0.0 | 0.0 |      | 0.0 | 0.0 |      | 0.0   | 1.0    | 1.0 | 1.0  | 0.0 | 0.0 | 0.3 | 1.7 | 1.3 |
| Total     |      |                        | NBA  | 385 | 193 | 18.5 | 2.2 | 4.7 | .468 | 0.0 | 0.1 | .097 | 1.2 | 1.6 | .755 | 0.5   | 1.2    | 1.8 | 4.6  | 1.0 | 0.1 | 1.8 | 1.8 | 5.6 |

### Playoffs
| Temporada | Edad | Equipo                 | Liga | P  | MIN | TCA | TC | 3PA | 3P | TLA | TL | R.OF. | REB | ASIS | ROB | TAP | PER | FP | PTS | %TC  | %3P  | %FT   | MIN  | PTS | REB | AST |
| 1986-87   | 24   | Washington Bullets     | NBA  | 2  | 32  | 3   | 12 | 0   | 0  | 0   | 0  | 1     | 3   | 6    | 2   | 0   | 8   | 2  | 6   | .250 |      |       | 16.0 | 3.0 | 1.5 | 3.0 |
| 1991-92   | 29   | Portland Trail Blazers | NBA  | 15 | 96  | 6   | 20 | 0   | 1  | 4   | 4  | 0     | 10  | 13   | 7   | 0   | 4   | 11 | 16  | .300 | .000 | 1.000 | 6.4  | 1.1 | 0.7 | 0.9 |
| 1993-94   | 31   | Atlanta Hawks          | NBA  | 11 | 113 | 9   | 28 | 0   | 0  | 6   | 8  | 3     | 14  | 12   | 7   | 0   | 9   | 18 | 24  | .321 |      | .750  | 10.3 | 2.2 | 1.3 | 1.1 |
| 1994-95   | 32   | Atlanta Hawks          | NBA  | 3  | 19  | 0   | 4  | 0   | 0  | 0   | 0  | 1     | 4   | 1    | 0   | 0   | 0   | 2  | 0   | .000 |      |       | 6.3  | 0.0 | 1.3 | 0.3 |
| Total     |      |                        | NBA  | 31 | 260 | 18  | 64 | 0   | 1  | 10  | 12 | 5     | 31  | 32   | 16  | 0   | 21  | 33 | 46  | .281 | .000 | .833  | 8.4  | 1.5 | 1.0 | 1.0 |